# Juan de Ribero Rada
Juan de Ribero Rada est un maître maçon et architecte espagnol, né à Rada, Junta de Voto, vers 1540, et mort à Salamanque le 23 octobre 1600.

## Biographie
Il a traduit le traité Les Quatre Livres de l'architecture d'Andrea Palladio sans publier la traduction. C'est alors, en 1578, qu'il a été le premier des maîtres maçons originaires de la Junta de Voto à se qualifier d'architecte de León. Pour les autres maîtres maçons d'expérience l'appellation, à partir des années 1590, a été de maestro arquitecto. C'est le cas de Diego de Praves et de Juan de Nates en 1597. 
D'après Fermín Sojo y Lomba il était le neveu de Nicolás de Ribero avec qui il aurait travaillé une série d'ouvrages dans le centre de la péninsule, en particulier la façade de l'Université d'Alcalá de Henares, , sous les ordres de Rodrigo Gil de Hontañón à  partir de 1551. En 1559, ils auraient travaillé sur les églises situées dans les environs, de Meco, Alobera, Yunquera de Henares. Cependant pour Alfonso Rodríguez G. de Ceballos, l'âge de Juan de Ribero Rada, qui est né vers 1540 d'après ses déclarations, rend cette hypothèse peu crédible. Il est peut-être le fils du maître maçon Juan de Ribero.
Il a été formé à la maîtrise dans les techniques du style plateresque, auprès de Rodrigo Gil de Hontañón. Il a assuré la transition entre le premier style renaissant vers le Classicisme. Compatriote de Juan de Nates, il a, comme lui, réalisé des ouvrages dans une zone étendue. Dans la seconde moitié du XVIe siècle, il a introduit dans la Castille et le León l'architecture classique.
Pour son ultime salaire comme maître principal (maestro mayor) de la nouvelle cathédrale de Salamanque, à partir de 1589, il a été payé 24 000 maravédis.
Il a rédigé son testament le 23 octobre 1600 qui indique qu'il a été marié à Catalina de Corlado et a eu cinq enfants. L'inventaire de ses biens a été fait le 3 novembre, ce qui indique qu'il est mort entre ces deux dates.